# Pryž

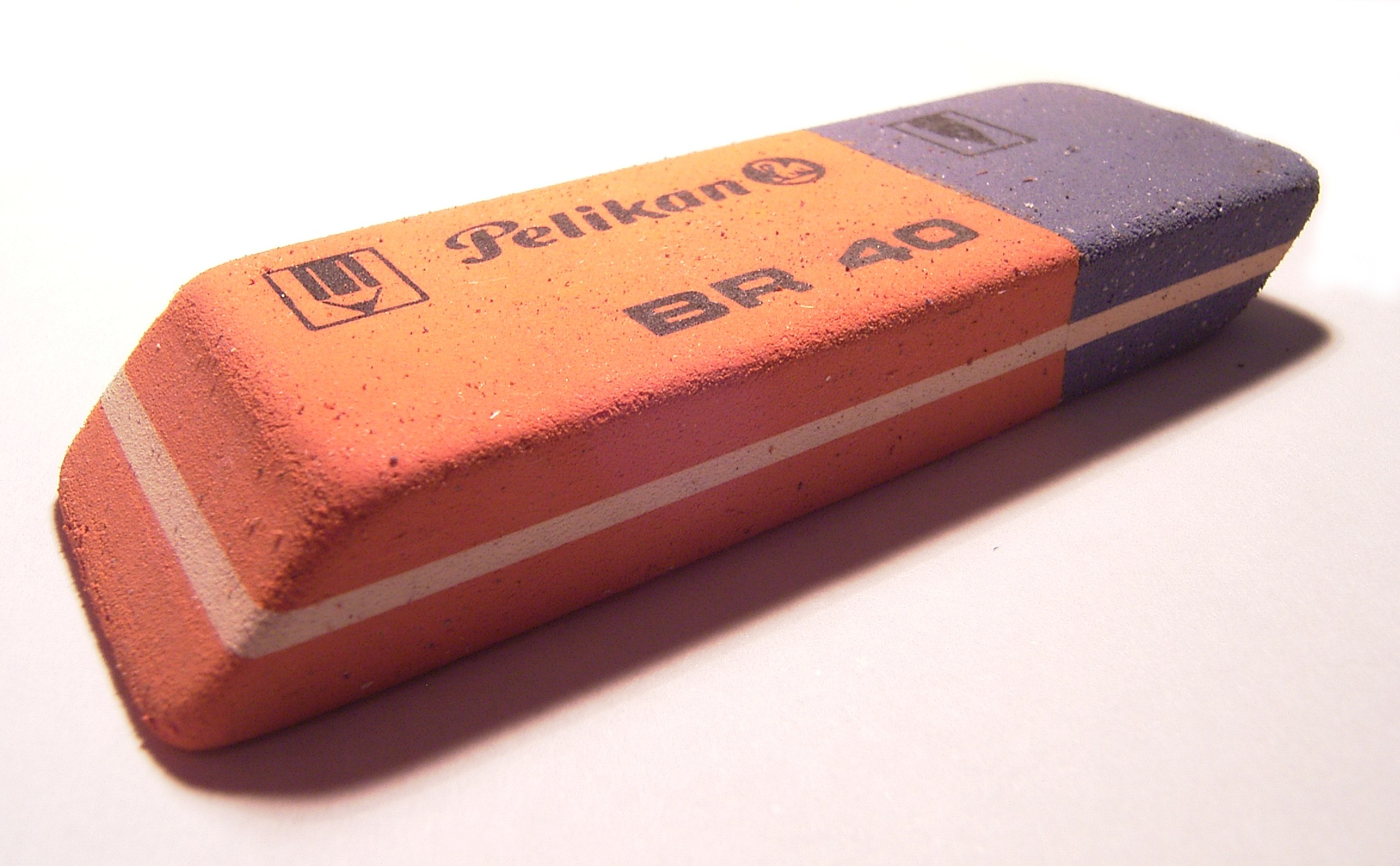
Pryž na mazání písma napsaného tužkou

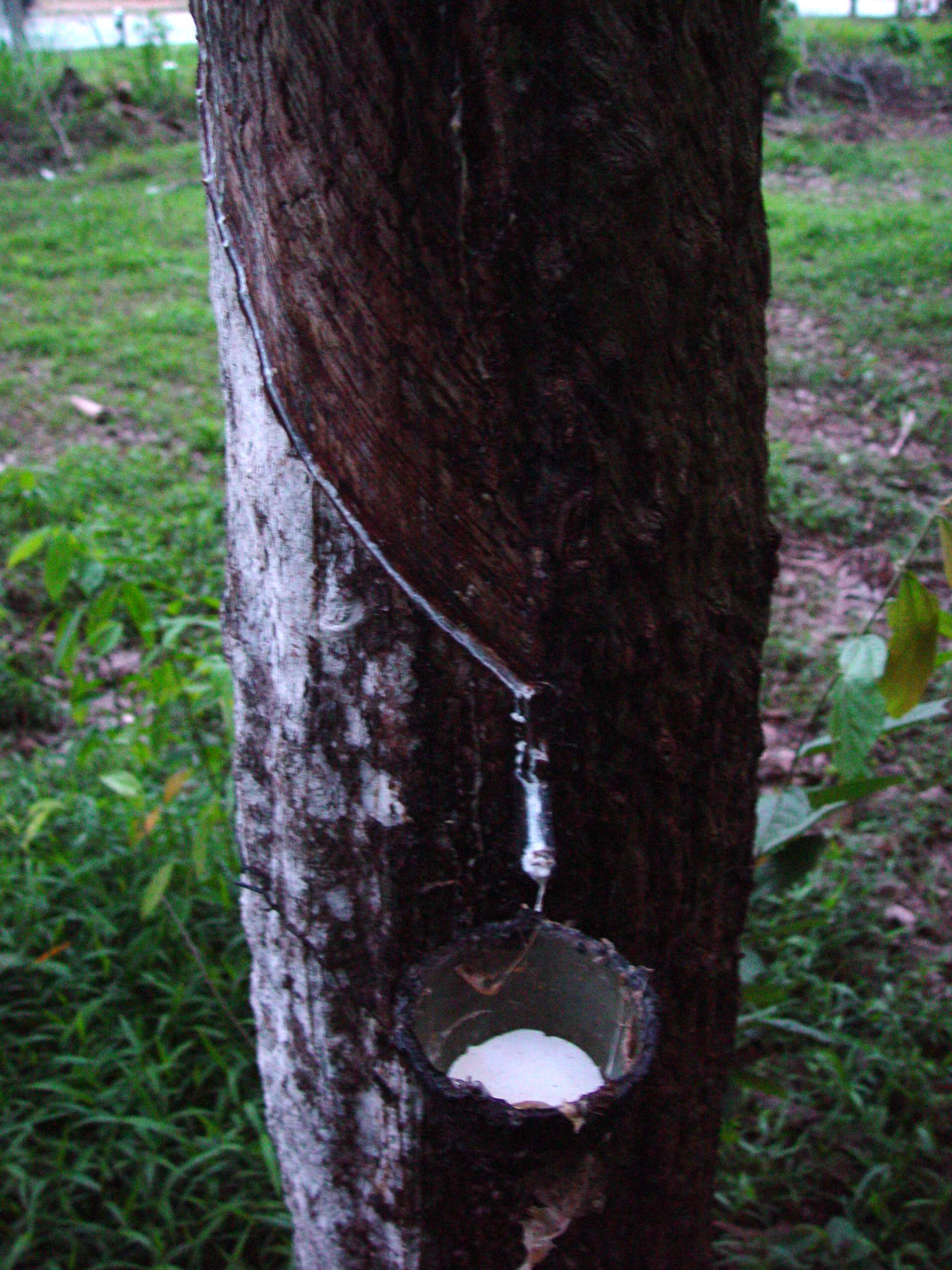
Latex odkapávající z kaučukovníku

Pryž je materiál, získávaný ze surového přírodního nebo syntetického (umělého) kaučuku přídavkem vhodného síťovadla a působením tepla; tento proces se obecně nazývá vulkanizace. Příměsemi pryže jsou mnohé další látky, např. saze, oxid železitý (Fe2O3) a křída. Relativní permitivita materiálu je 2,7.